# Siarhiej Parsiukiewicz
Siarhiej Jahorawicz Parsiukiewicz (biał. Сяргей Парсюкевіч, ur. 14 maja 1967 w Witebsku) – białoruski przedsiębiorca, skazany na 2,5 roku pozbawienia wolności i wypłatę odszkodowania za straty moralne w wysokości 1 miliona 100 tysięcy rubli. Wedle opinii obrońców praw człowieka wyrok był politycznie umotywowany.
Major milicji Siarhiej Parsiukiewicz odszedł na emeryturę w 2004 roku jako naczelnik oddziału sądowo-kryminalistycznego, po czym zajął się działalnością gospodarczą. Został przewodniczącym Rady indywidualnych przedsiębiorców "Smoleński rynek" w Witebsku. Parsiukiewicz był jednym z uczestników akcji protestu przedsiębiorców skierowanej przeciw prezydenckiemu dekretowi nr 760, która odbyła się w Mińsku, 10 stycznia 2008 roku. 13 stycznia został zatrzymany przez milicję w Witebsku, oskarżony o udział w niedozwolonej akcji i przewieziony do stolicy. 14 stycznia skazano go na 15 dni aresztu, podczas którego prowadził głodówkę. 21 stycznia Siarhiej Parsiukiewicz został mocno pobity przez pracownika mińskiego aresztu Alaksandra Dułuba. 3 marca wszczęto przeciw Parsiukiewiczowi sprawę karną z art.364 (przemoc albo groźba użycia przemocy wobec pracownika milicji). Jako oskarżyciel wystąpił milicjant, który pobił Siarhieja Parsiukiewicza, Alaksandr Dułub. 23 kwietnia 2008 sędzia Uładzimir Audziejenka wydał wyrok: 2,5 roku kolonii i 1 milion 100 tysięcy rubli odszkodowania za straty moralne dla Aleksandra Dułuba.
20 sierpnia 2008 roku Siarhiej Parsiukiewicz został uwolniony na mocy aktu łaski prezydenta Alaksandra Łukaszenki. Wraz z nim na wolność wyszli więźniowie polityczni Alaksandr Kazulin i Andrej Kim. Zwolnienie było krokiem białoruskiej strony do polepszenia stosunków z Unią Europejską i Stanami Zjednoczonymi, które w 2006 roku wystosowały do strony białoruskiej 12 żądań, w tym zwolnienia więźniów politycznych. W zamian obiecały zniesienia niektórych sankcji polityczno-ekonomicznych wobec Białorusi. Białoruski ambasador w Moskwie, Alaksandr Surykau, zaprzeczył, że istnieje zagrożenie pogorszenia się stosunków Białorusi z Rosją po rozpoczęciu przez rząd białoruski realizacji postulatów Zachodu. Z kolei przewodniczący Fédération internationale des ligues des Droits de l’Homme, Luís Guillermo Peréz, na konferencji prasowej w Mińsku podkreślił, że światowe organizacje na rzecz obrony praw człowieka z entuzjazmem przyjęły zwolnienie trzech więźniów politycznych i odnotował polepszenie sytuacji, związanej z przestrzeganiem praw człowieka na Białorusi.